# Thermisch modifiziertes Holz

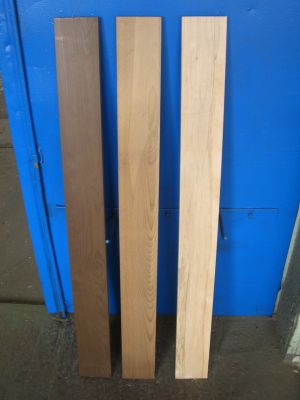
Buchenholz aus unterschiedlich intensiven Behandlungsprozessen. 200 °C, 190 °C, unbehandelt (Rotkern)

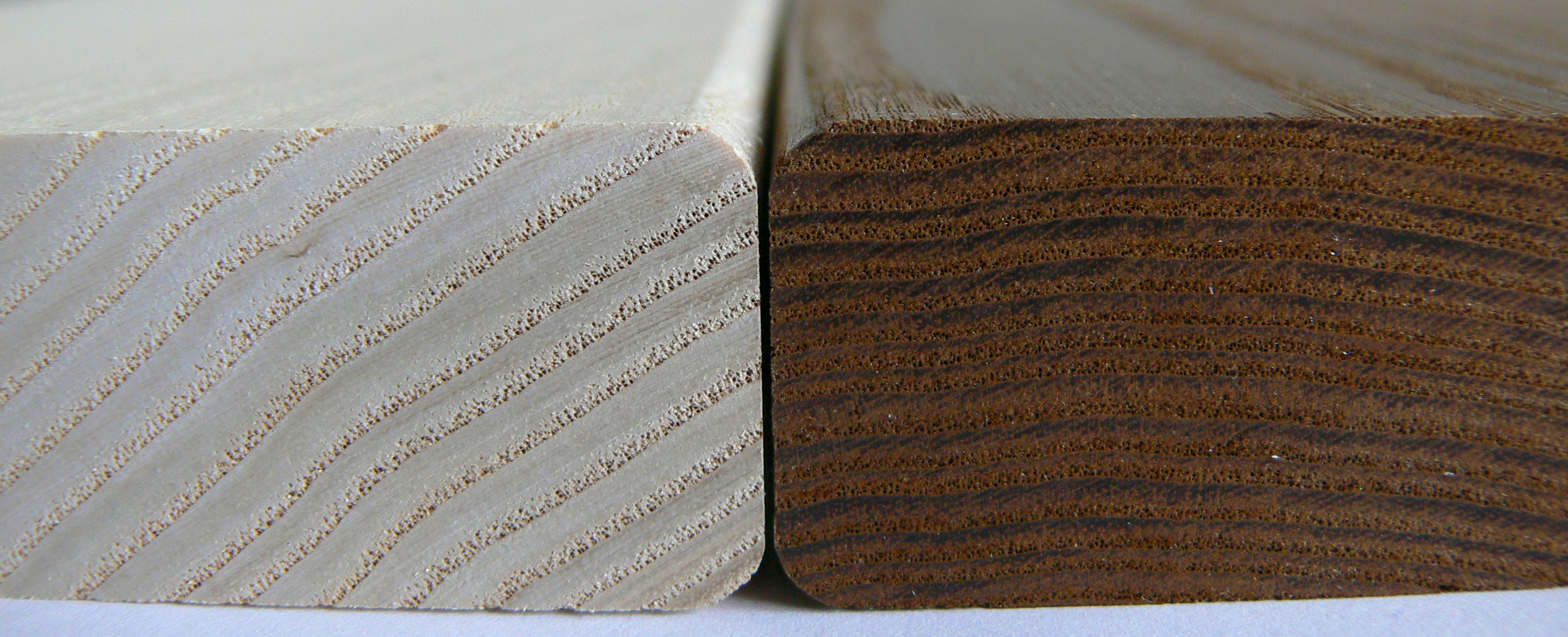
Links unbehandeltes Eschenholz, rechts thermisch modifiziertes Eschenholz

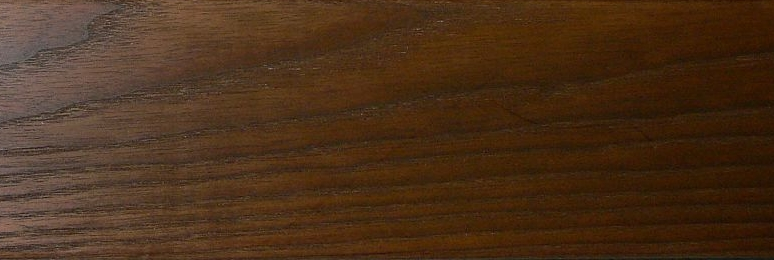
Holzoberfläche, Esche Thermoholz

Thermisch modifiziertes Holz (englisch: Thermally Modified Timber, kurz TMT) ist das Endprodukt einer thermischen Behandlung (Erhitzen) von Holz auf mindestens 160 °C bei Sauerstoffmangel. Die Bezeichnung Thermoholz wird häufig synonym verwendet.
Ziel der thermischen Holzmodifikation ist es, technische Eigenschaften des Baustoffs Holz über den gesamten Holzquerschnitt für bestimmte Einsatzzwecke zu verbessern. So sorgt z. B. die durch Hitzebehandlung erzielte hohe Fäulnisresistenz dafür, dass sich auch heimische Hölzer für den Einsatz im Außen- und Nassbereich eignen, ohne dass nach kurzer Zeit Schäden durch Pilzbefall entstehen. Die verringerte Wasseraufnahmefähigkeit von Thermoholz reduziert die für Holz typische Neigung zum Quellen und Schwinden, Schüsseln und Reißen.
Von Nachteil kann die Abnahme von Biegefestigkeit und Abriebfestigkeit sowie ein leichteres Einreissen des Holzes beim Nageln und Verschrauben sein, insbesondere bei behandeltem Nadelholz.

## Entwicklung
1946 führte der US-amerikanisch Forest Service Versuche durch, bei denen Holz in einer aufgeschmolzenen Legierung aus Zink, Blei und Cadmium untergetaucht wurde, um es möglichst schnell und gleichmäßig auf über 200 °C zu erhitzen. Das Ergebnis war eine dimensionsstabiles und wetterfestes Holz, dessen Bruchfestigkeit und Oberflächenhärte aber deutlich abgenommen hatte. Durch Warmluft erhitztes Holz war nach der Behandlung noch weniger belastbar.
In Deutschland wurden in den 1970er Jahren Studienergebnisse veröffentlicht.
Nach mehreren Jahrzehnten Forschung begannen die ersten industriellen Anlagen gegen Ende der 1990er Jahre, in Finnland zu produzieren.

## Physikalische und chemische Prozesse
Chemisch handelt es sich bei TMT um das Ergebnis einer Teilpyrolyse in sauerstoffarmer Atmosphäre. Es werden für etwa 24 bis 48 Stunden Temperaturen von 170 °C bis 250 °C eingesetzt.
Die Erhitzung beeinflusst die OH-Gruppen (Hydroxygruppen), die zwischen Hemicellulose und Lignin verbunden sind. Hemicellulose wird ab etwa 140 °C partiell abgebaut und kristallisiert in veränderter Form wieder aus. Durch die Erhitzung des Holzes werden Acetylgruppen an den Hemicellulosen abgespalten und es bildet sich Essigsäure. Die Essigsäure wirkt als Katalysator beim Abbau der Hemicellulose und bewirkt eine Abnahme des Polymerisationsgrads der Hemicellulosen. Ab etwa 150 °C wird auch alpha-Cellulose abgebaut. Durch Ligninkondensation steigt der relative Ligninanteil im Holz. Das Holz wird karamellisiert. Flüchtige Stoffe wie Harze und Abbauprodukte der Hemicellulose und des Lignins wie z. B. Furfural und 5-Hydroxymethylfurfural werden zumindest teilweise ausgetrieben.
Die thermische Modifizierung ist abzugrenzen von anderen Verfahren zur Erhöhung der Resistenz wie der Acetylierung und der Furfurylierung sowie der Erweichung durch Dämpfen (etwa von Buchenholz) und dem Abdunkeln von Eiche durch Räuchern.

## Eigenschaften
Durch die Umwandlung bzw. Besetzung freier OH-Gruppen werden Schwind- und Quellmaß in tangentialer, axialer und radialer Richtung um bis zu 70 % verringert. Auch eine Erhöhung der natürlichen Dauerhaftigkeit gegen tierische Holzschädlinge und Pilze wurde festgestellt. Bei Verwendung von Rotbuchenholz erreicht thermisch modifiziertes Holz je nach Intensität des Thermo-Prozesses bis Dauerhaftigkeitsklasse 1, bei Fichtenholz bis Klasse 2 und bei Eschenholz Klasse 1–2. Die Holzfarbe wird über den ganzen Querschnitt dunkler. Am Sonnenlicht hellt die Oberfläche jedoch wieder auf. Die Temperaturbehandlung führt zu einer deutlichen Reduzierung des pH-Werts auf 1,5. So wird den Mikroorganismen der Nährboden entzogen und Wasser nur eingeschränkt aufgenommen.
Ein großer Unterschied besteht zwischen Thermonadelholz und Thermolaubholz. Die wärmebehandelten Nadelhölzer haben durch den Substanzabbau und durch den Harzaustritt eine reduzierte Dichte und verlieren an Festigkeit, was bei Laubhölzern nicht in dem Maße der Fall ist. Je nach Behandlungsintensität bzw. -methode verringern sich die Festigkeitswerte des Holzes durch die Behandlung. Insbesondere die Abnahme der Spaltfestigkeit kann hierbei kritisch sein.
Aufgrund der Veränderungen auf molekularer Ebene sind nicht alle Leime oder Beschichtungen, die für das Ausgangsmaterial benutzt werden, auch für das thermisch modifizierte Holz verwendbar. Ein wichtiger Nachteil der Thermobehandlung ist die Abnahme der Biegefestigkeit und damit eine Verringerung der Tragfähigkeit des Holzes, was die Verwendungsmöglichkeiten einschränkt. Weiter erhält das Holz einen rauchigen Geruch, der mit der Zeit nachlässt.

## Herstellungsverfahren
Es gibt mit Stand 2024 rund fünf etablierte Verfahren zur Produktion von Thermoholz, die von Firmen und Forschungsinstitutionen entwickelt wurden.
Im großindustriellen Einsatz sind das auf Wasserdampf und Hitze basierende Stellac-Verfahren sowie das russische BICOS-Verfahren führend.
Beim Öl-Hitze-Verfahren (OHT, Menz-Holz) dient reines Pflanzenöl als Wärmeträger, das Holz wird in diesem bei Temperaturen bis zu 220 °C erhitzt.
Heizplatten übertragen beim Vakuum-Presstrocknungsverfahren (Timura-Holz) die Wärme auf das Holz.
Die Firma Stellac Oy gilt als Pionier in der Forschung und Weiterentwicklung des Wasserdampf-Hitze-Verfahrens, jedoch hat Stellac am 22. Februar 2011 beim zuständigen Gericht in Mikkeli die Einleitung eines Konkursverfahrens beantragt. Seit 1990 arbeitete Stellac an der Entwicklung eines industriellen Produktionsprozesses zur Verbesserung von Holzeigenschaften auf Basis rein thermischer Behandlung der Holzzellstrukturen. Dieser kommt seit 1996 in großtechnischen Thermokammern zum Einsatz.
Während des langwierigen Fünf-Stufen-Prozesses wird das Holz schonend modifiziert, so dass durch starke und rasche Temperaturschwankungen verursachtem Reißen vorgebeugt wird:
1. Ersterwärmungsphase (auf 100 °C)
2. Vorkonditionierung und Trockenphase (kontrollierte Reduktion der Holzfeuchte auf 0 %)
3. Hochtemperaturphase (Erhitzung je nach Holzart und Veredelungsklasse auf bis zu 230 °C)
4. Konditionierungsphase (Wiederherstellung des optimalen Feuchtigkeitsniveaus)
5. Abkühlphase. Der Stellac-Prozess ist voll automatisiert, so ist eine hohe Qualitätskonstanz gewährleistet.

Aktuell wird an einem neuen Verfahren gearbeitet, das drucklos arbeitet und dadurch den apparativen Aufwand deutlich reduziert. Dabei kommt eine Kombination aus Wasserdampf und Stickstoff zum Einsatz. Federführend ist hier die Hochschule für nachhaltige Entwicklung Eberswalde.

## Verwendung
Grundsätzlich sind alle Holzarten für die Thermomodifikation geeignet. Die bisherige Produktion konzentriert sich auf die Laubhölzer Erle, Buche, Eiche, Ahorn, Esche, Birke und Robinie sowie die Nadelhölzer Fichte und Kiefer. In thermisch modifiziertem Holz aus einheimischen Nadel- und Laubhölzern wird eine ökologische Alternative zu Tropenhölzern wie Bangkirai oder Teak gesehen. Das liegt zum einen an der Möglichkeit, thermisch modifiziertes Holz im Nass- oder Außenbereich einzusetzen, zum anderen an der dunklen Farbe, die das Holz je nach Intensität der Thermobehandlung erhält. Ebenso bietet Thermoholz eine Alternative zur Verwendung potentiell gesundheitsschädlicher chemischer Holzschutzmittel. Typische Einsatzbereiche sind Terrassendielen und -möbel sowie Holzböden im Sanitär- und Saunabereich.
Da das Ausmaß der Tragfähigkeitsverringerung noch nicht ausreichend dokumentiert ist, stellt TMT (im Gegensatz zu konventionellem Bauholz) derzeit kein geregeltes Bauprodukt dar. Es darf daher ohne speziellen Verwendbarkeitsnachweis nicht für tragende und aussteifende Zwecke eingesetzt werden.

## Markt
Anteilig am gesamten Holzverbrauch nimmt Thermoholz eine marginale Stellung ein, zeigt jedoch hohe jährliche Wachstumsraten. So wird der Zuwachs der europäischen Erzeugung zwischen 2000 und 2004 auf mehr als 300 % geschätzt. Mit (2004) etwa 40.000 m³ und damit rund 75 % der europäischen Produktion ist Finnland das mit Abstand wichtigste Erzeugerland, gefolgt von den Niederlanden, Österreich und Frankreich.
Die Hersteller nach dem finnischen ThermoWood-Verfahren geben für das Jahr 2014 Produktionszahlen von 145.000 m³ an, von denen 7 % in Finnland vermarktet wurden, 74 % in der restlichen EU und 19 % in weiteren Ländern. Finnische Hersteller modifizieren überwiegend Kiefern- und Fichtenholz.
Im ersten Halbjahr 2010 konnte die Thermoholzproduktion der Unternehmen in der Fachgruppe Thermoholz des „Bundesverbandes Säge-Holzindustrie Deutschland“ (BSHD) um 43 % gegenüber dem ersten Halbjahr 2009 auf 14.000 m³ gesteigert werden. Der Produktionsanstieg ist teils durch neue Produktionsstätten zu erklären. 80 % des Holzes wird als Terrassenbelag verwendet. Die Verwendung im Innenbereich ist gegenüber 2009 rückläufig. Die Verwendung in der Fensterproduktion stieg von 5 auf 12 %. Buche und Esche werden mit jeweils circa 40 % am häufigsten eingesetzt, die Nadelhölzer Fichte und Kiefer haben eine geringere Bedeutung, thermisch behandelt werden weiterhin Eiche, Tanne und Pappel.
Die Marktentwicklung für Thermoholz in der Produktion und im Importhandel wird positiv eingeschätzt, 75 % der Befragten gehen von einer Steigerung aus, 25 % erwarten einen stagnierenden Markt, mit einem Rückgang rechnet niemand.
Die Fachgruppe Thermoholz repräsentiert in Deutschland mit acht Mitgliedern 85 % der Kapazitäten, hinzu kommen zwei österreichische Hersteller.

### Hersteller
In Finnland produzieren Finnforest, StellacWood und StoraEnso (ThermoWood-Verfahren). In Österreich gibt es die Firmen Mitteramskogler (ThermoWood-Verfahren) und STIA bzw. Aberger (beide nach dem Stellac-Verfahren).
In Deutschland arbeiten Firstwood GmbH (Stellac-Verfahren), Menz-Holz (Öl-Hitze-Vergütung, OHT), timura-Holzmanufaktur (Vakuum-Press-Trocknungs-Verfahren), Hagensieker/proGOODWOOD (ThermoWood-Verfahren) und Thermoholz Spreewald (Wasserdampf-Hitze, BICOS-Verfahren). In den Niederlanden stellt Plato-Holz (Plato-Verfahren) Thermoholz her und in Frankreich NOW (Rectifications-Prozess).